# Azúrpinty
Az azúrpinty (Passerina amoena) a madarak osztályának verébalakúak (Passeriformes) rendjébe és a kardinálispintyfélék (Cardinalidae) családjába tartozó faj.

## Rendszerezése
A fajt Thomas Say amerikai természettudós írta le 1823-ban, az Emberiza nembe Emberiza amoena néven.

## Előfordulása
Észak-Amerika nyugati felében, Kanadától az Amerikai Egyesült Államokon keresztül Mexikóig honos, valamint kóborló példányai Kubában is előfordulnak. Természetes élőhelyei a mérsékelt övi erdők, valamint szubtrópusi és trópusi cserjések. Vonuló faj.

## Megjelenése
Testhossza 14 centiméter, szárnyfesztávolsága 22 centiméter, testtömege 13-18 gramm. A hím feje és háta kék, mellén vörösbarna sávot visel. A tojó tollazata szürkés-barna.
|  |  |

## Életmódja
Rovarokkal és magvakkal táplálkozik.

## Szaporodása
Bozótos és bokros területeken költ, néha városokban is.

## Természetvédelmi helyzete
Az elterjedési területe rendkívül nagy, egyedszáma pedig növekszik. A Természetvédelmi Világszövetség Vörös listáján nem fenyegetett fajként szerepel.